# Ајлин Вурнос
Ајлин Карол Вурнос (енгл. Aileen Carol Wuornos), рођена као Ајлин Карол Питман (енгл. Aileen Carol Pittman) је била америчка проститутка и серијски убица, која је револвером убила седам мушкараца на Флориди 1989. и 1990. године. Вурнос је изјавила да су жртве покушале да је силују и да су сва убиства била почињена у самоодбрани. Дана 9. октобра 2002. године Вурнос је због седам убистава била погубљена смртоносном инјекцијом.
Годину дана након погубљења је снимљен филм о Ајлин Вурнос под називом Монструм. Главне улоге су тумачиле Шарлиз Терон и Кристина Ричи.

## Биографија

### Младост
Вурнос је рођена као Ајлин Керол Питман у предграђу Детроита, Рочестер, Мичиген, 29. фебруара 1956. Њена мајка, Дајана Вурнос (рођена 1939.), имала је 14 година када се удала за Ајлининог оца, 18 година старијег Лео Дејл Питмана (1936–1969), 3. јуна 1954. Дана 14. марта 1955. Дајан је родила Ајлиног старијег брата Кита. После мање од две године брака, и два месеца пре него што је Ајлин рођена, Дајан је поднела захтев за развод. Родила је Ајлин са 16 година.
Вурнос никада није упознала свог оца, пошто је био у затвору у време њеног рођења. Њен отац је дијагностификован са схизофренијом. Касније је осуђен за силовање 7-годишње девојчице. Потом је извршио самоубиство вешањем у затвору 30. јануара 1969. године. У јануару 1960, када је Вурнос имала скоро четири године, Дајана је напустила своју децу, остављајући их са баком и дедом по мајци, Лори и Бритом Вурнос, који су били зависници од алкохола, и који су легално усвојили Кита и Ејлин 18. марта 1960. Са 11 година, Вурнос је почела да се бави сексуалним активностима у школи у замену за цигарете, дрогу и храну. Такође је била у сексуалним активностима са својим братом. Вурнос је рекла да ју је њен деда алкохоличар сексуално злостављао и тукао када је била дете. Пре него што би је претукао, терао би је да се скине. Године 1970, са 14 година, затруднела је, пошто ју је силовао пријатељ њеног деде.
Вурнос је 23. марта 1971. родила дечака у дому за невенчане мајке, а дете је дато на усвајање. Неколико месеци након што јој се син родио, напустила је школу отприлике у исто време када је њена бака умрла од затајења јетре. Када је Вурнос имала 15 година, њен деда ју је избацио из куће, а она је почела да се издржава кроз проституцију и живот у шуми близу свог старог дома.

### Почетак криминалних активности
Дана 27. маја 1974, са 18 година, Вурнос је ухапшена у округу Џеферсон, у Колораду, због вожње под утицајем алкохола, нередног понашања и пуцања из пиштоља калибра 22 из возила у покрету. Касније је оптужена за недолазак на суд.
Године 1976. Вурнос је стопирала у Флориди, где је упознала 69-годишњег председника јахт клуба Луиса Граца Фела. Брзо су се венчали; а најава њихове свадбе штампана је на страницама друштва локалних новина. Међутим, Вурнос се стално мешала у сукобе у њиховом локалном бару и накратко је отишла у затвор због напада. Такође је ударила Фела његовим сопственим штапом, што га је навело да добије забрану приласка против ње у року од неколико недеља од брака. Вратила се у Мичиген где је 14. јула 1976. ухапшена у Бернијевом клубу, у Манселони, у округу Антрим и оптужена за напад и ремећење мира јер је гађала бармена.
Дана 17. јула, њен брат Кит је умро од рака једњака, а Вурнос је добила 10.000 долара од његовог животног осигурања. Вурнос и Фел поништили су свој брак 21. јула након само девет недеља. У августу 1976. Вурнос је добила казну од 105 долара због вожње у пијаном стању. Новац који је наследила од брата искористила је да плати казну, а остатак је у року од два месеца потрошила купујући луксузне ствари, укључујући и нови аутомобил, који је убрзо потом разбила.
1978. године, у доби од 22 године, покушала је самоубиство пуцајући себи у стомак. У доби од 14 до 22 године, покушала је самоубиство шест пута. Вурнос је 20. маја 1981. ухапшена у Еџвотеру на Флориди због оружане пљачке продавнице, где је украла 35 долара и две кутије цигарета. Осуђена је на затворску казну 4. маја 1982. године, а пуштена 30. јуна 1983. године. 1. маја 1984. Вурнос је ухапшена због покушаја да фалсификоване чекове у банци у Ки Весту. 30. новембра 1985. именована је као осумњичена за крађу револвера и муниције у округу Паско.
Дана 4. јануара 1986. Вурнос је ухапшена у Мајамију и оптужена за крађу аутомобила, пружање отпора хапшењу и ометање правде због пружања идентификације на име њене тетке. Полицајци Мајамија су у украденом аутомобилу пронашли револвер калибра 38 и кутију муниције. 2. јуна 1986. заменици шерифа округа Волусија притворили су Вурнос на испитивање након што ју је мушки пратилац оптужио да је повукла пиштољ у његовом аутомобилу и захтевала 200 долара. Утврђено је да Вурнос носи резервну муницију, а полиција је открила пиштољ .22 испод сувозачевог седишта које је заузела.
Године 1986, 30-годишња Вурнос је упознао 24-годишњу Тирију Мур, хотелску собарицу, у геј бару на Дејтона Бич по имену Зодијак. Заједно су се уселиле, а Вурнос их је издржавала својом зарадом радећи као проститутка. Дана 4. јула 1987. полиција Дејтон Бича је притворила Вурнос и Мур у бару ради испитивања у вези са инцидентом у којем су биле оптужене за напад и ударце флашом пива.
Дана 12. марта 1988. Вурнос је оптужила возача аутобуса у Дејтон Бичу за напад. Тврдила је да ју је гурнуо из аутобуса након сукоба. Мур је наведена као сведок инцидента. Касније, на њеном суђењу, Вуорнос је изјавила: „Била је то љубав која се не може замислити. Земаљске речи не могу описати шта сам осећала према Тирији.“ Пре њеног погубљења, Вурнос је тврдила да је још увек заљубљена у Мур.